# José Armando Sayovo
José Armando Sayovo (Catabola, 3 de marzo de 1973) es un deportista angoleño que compitió en atletismo adaptado. Ganó ocho medallas en los Juegos Paralímpicos de Verano entre los años 2004 y 2012.

## Palmarés internacional
| Juegos Paralímpicos | Juegos Paralímpicos   | Juegos Paralímpicos | Juegos Paralímpicos |
| Año                 | Lugar                 | Medalla             | Prueba              |
| ------------------- | --------------------- | ------------------- | ------------------- |
| 2004                | Atenas (Grecia)       | Medalla de oro      | 100 m T11           |
| 2004                | Atenas (Grecia)       | Medalla de oro      | 200 m T11           |
| 2004                | Atenas (Grecia)       | Medalla de oro      | 400 m T11           |
| 2008                | Pekín (China)         | Medalla de plata    | 100 m T11           |
| 2008                | Pekín (China)         | Medalla de plata    | 200 m T11           |
| 2008                | Pekín (China)         | Medalla de plata    | 400 m T11           |
| 2012                | Londres (Reino Unido) | Medalla de oro      | 400 m T11           |
| 2012                | Londres (Reino Unido) | Medalla de bronce   | 200 m T11           |